# Мартингал
Мартинга́л в теорії ймовірностей — це випадковий процес, математичне сподівання якого в майбутній час рівне значенню процесу в цей час. Теорія мартингалів є одним з основних розділів сучасної теорії ймовірностей і має широке застосування у стохастичному моделюванні, зокрема у сфері фінансів.

## Мартингали з дискретним часом
- Послідовність випадкових величин {\displaystyle \{X_{n}\}_{n\in \mathbb {N} }} називається мартинга́лом з дискретним часом, якщо виконуються умови

1. {\displaystyle {\mathsf {E}}|X_{n}|<\infty ,\quad n\in \mathbb {N} };
2. {\displaystyle {\mathsf {E}}[X_{n+1}\mid X_{1},\ldots ,X_{n}]=X_{n},\quad n\in \mathbb {N} }.

- Нехай задана також інша послідовність мартингалів {\displaystyle \{Y_{n}\}_{n\in \mathbb {N} }}. Тоді послідовність випадкових величин {\displaystyle \{X_{n}\}_{n\in \mathbb {N} }} називається мартингалом відносно {\displaystyle \{Y_{n}\}\,\!} або {\displaystyle \{Y_{n}\}\,\!}-мартингалом, якщо

1. {\displaystyle {\mathsf {E}}|X_{n}|<\infty ,\quad n\in \mathbb {N} };
2. {\displaystyle {\mathsf {E}}[X_{n+1}\mid Y_{1},\ldots ,Y_{n}]=X_{n},\quad n\in \mathbb {N} }.

- Найбільш загально нехай {\displaystyle (\Omega ,{\mathcal {F}},\mathbb {P} )} — ймовірнісний простір і {\displaystyle \{{\mathcal {F}}_{n}\}_{n\in \mathbb {N} }} задана на ньому фільтрація. Тоді послідовність випадкових величин {\displaystyle \{X_{n}\}_{n\in \mathbb {N} }} називається мартингалом, якщо виконуються умови:

1. Процес {\displaystyle \{X_{n}\}_{n\in \mathbb {N} }} є узгодженим з фільтрацією {\displaystyle \{{\mathcal {F}}_{n}\}_{n\in N}}.
2. {\displaystyle {\mathsf {E}}|X_{n}|<\infty ,\quad n\in \mathbb {N} };
3. {\displaystyle {\mathsf {E}}[X_{n+1}\mid {\mathcal {F}}_{n}]=X_{n},\quad n\in \mathbb {N} }.

Виконуються також і загальніші властивості. Якщо m < n тоді:
{\displaystyle {\mathsf {E}}[X_{n}\mid {\mathcal {F}}_{m}]=X_{m}}.

## Мартингали з неперервним часом
Нехай задано ймовірнісний простір {\displaystyle (\Omega ,{\mathcal {F}},\mathbb {P} )} з заданою на ньому фільтрацією {\displaystyle \{{\mathcal {F}}_{t}\}_{t\in T}}, де {\displaystyle T\subset \mathbb {R} }. Тоді випадковий процес {\displaystyle \{X_{t}\}_{t\in T}} називається мартингалом відносно {\displaystyle \{{\mathcal {F}}_{t}\}}, якщо
1. {\displaystyle X_{t}\,} вимірна відносно {\displaystyle {\mathcal {F}}_{t}} для довільного {\displaystyle t\in T}.
2. {\displaystyle {\mathsf {E}}|X_{t}|<\infty ,\quad t\in T}.
3. {\displaystyle {\mathsf {E}}[X_{t}\mid {\mathcal {F}}_{s}]=X_{s},\quad \forall s,t\in T,\;s\leq t}.

Якщо як {\displaystyle \{{\mathcal {F}}_{t}\}} взята природна фільтрація {\displaystyle {\mathcal {F}}_{t}=\sigma \{X_{s}\mid s\leq t\}}, то {\displaystyle \{X_{t}\}\,\!} називається просто мартингалом.

## Суб(супер)мартингали
- Нехай задана послідовність випадкових величин {\displaystyle \{Y_{n}\}_{n\in \mathbb {N} }}. Тоді послідовність випадкових величин {\displaystyle \{X_{n}\}_{n\in \mathbb {N} }} називається су́б(су́пер)мартингалом відносно {\displaystyle \{Y_{n}\}\,\!}, якщо

1. {\displaystyle {\mathsf {E}}|X_{n}|<\infty ,\quad n\in \mathbb {N} ;}
2. {\displaystyle {\mathsf {E}}[X_{n+1}\mid Y_{1},\ldots ,Y_{n}]\geq (\leq )X_{n},\quad n\in \mathbb {N} .}

- Випадковий процес {\displaystyle \{X_{t}\}_{t\in T},\;T\subset \mathbb {R} } називається суб(супер)мартингалом відносно {\displaystyle \{{\mathcal {F}}_{t}\}}, якщо

1. {\displaystyle X_{t}\,\!} вимірна відносно {\displaystyle {\mathcal {F}}_{t}} для довільного {\displaystyle t\in T}.
2. {\displaystyle {\mathsf {E}}|X_{t}|<\infty ,\quad t\in T}.
3. {\displaystyle {\mathsf {E}}[X_{t}\mid {\mathcal {F}}_{s}]\geq (\leq )X_{s},\quad \forall s,t\in T,\;s\leq t}.

Якщо як {\displaystyle \{{\mathcal {F}}_{t}\}} взята природна фільтрація {\displaystyle {\mathcal {F}}_{t}=\sigma \{X_{s}\mid s\leq t\}}, то {\displaystyle \{X_{t}\}\,\!} називається просто суб(супер)мартингалом.

## Властивості
- Якщо {\displaystyle \{X_{t}\}\,\!} — мартингал, то {\displaystyle {\mathsf {E}}X_{t}=\mathrm {const} }.
- Якщо {\displaystyle \{X_{t}\}\,\!} — субмартингал, то {\displaystyle \{-X_{t}\}\,\!} — супермартингал.
- Якщо {\displaystyle \{X_{t}\}\,\!} є мартингалом, а {\displaystyle f:\mathbb {R} \to \mathbb {R} } — опукла функція, то {\displaystyle \{f(X_{t})\}\,\!} — субмартингал. Якщо {\displaystyle f\,\!} — вгнута функція, то {\displaystyle \{f(X_{t})\}\,\!} — супермартингал.

## Приклади
- Вінерівський процес є мартингалом.
- Якщо { Nt : t ≥ 0 } є Пуассонівським процесом з параметроом λ, тоді випадковий процес { Nt − λt : t ≥ 0 } є мартингалом з неперервним часом.
- Мартингал Дуба
- Мартингал де Муавра